# Оскар Омдал
Оскар Омдал  (Oskar Omdal; 11 жовтня 1895, Груе — 23 грудня 1927, Крістіансанн) — пілот Королівського флоту Норвегії.

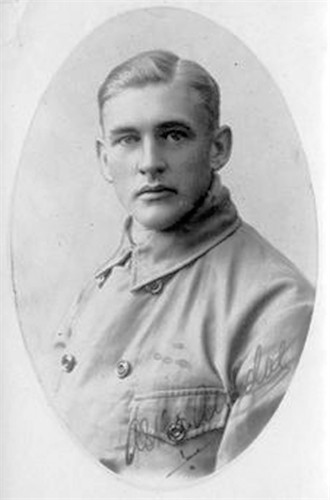
Oskar Omdal ca. 1924

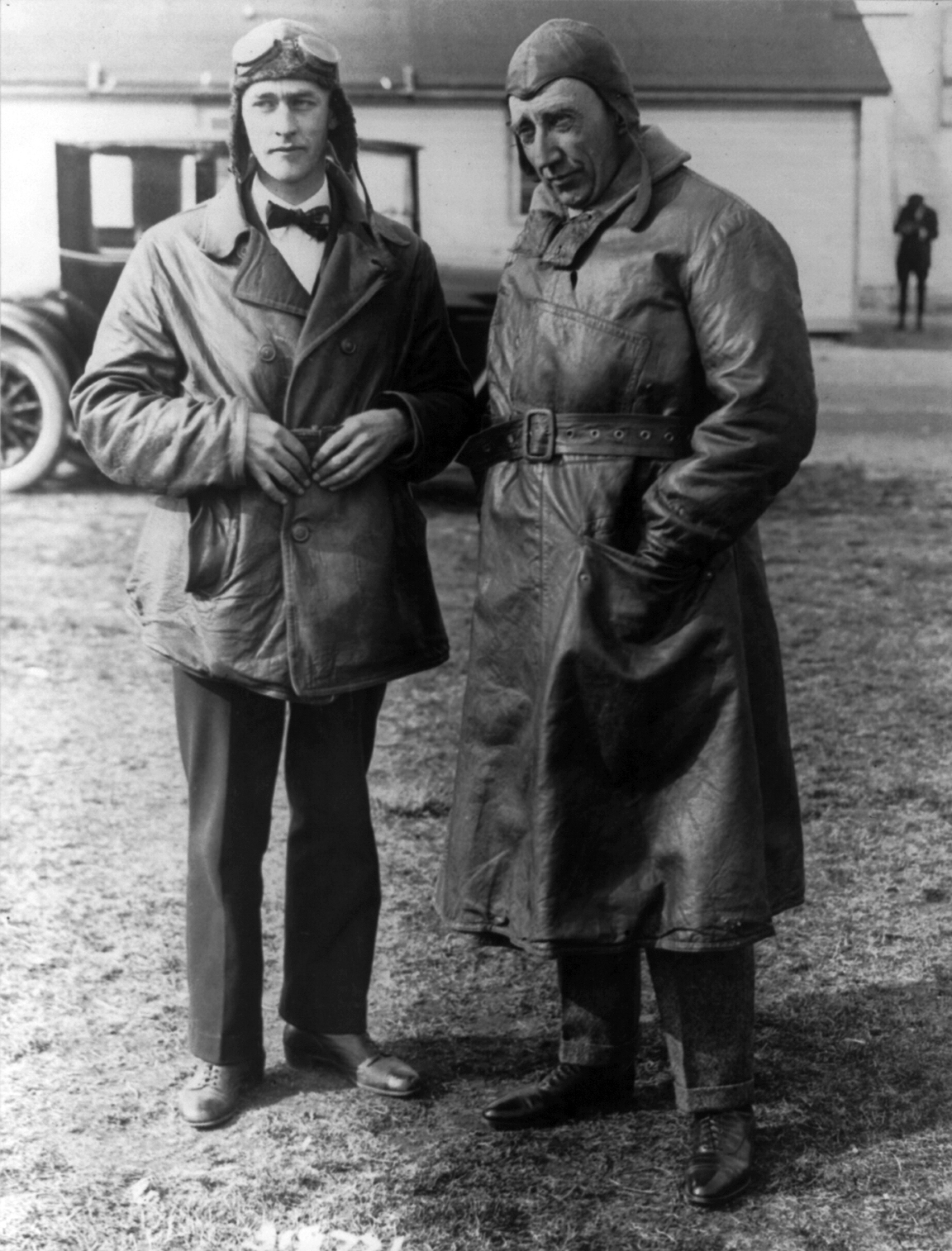
Oskar Omdal (left) with Roald Amundsen, 1922

## Біографія
Оскар Омдал народився в Крістіансанн,  Вест-Агдер, Норвегія. Оскар відвідував заняття в Porsgrunn. У 1919 році закінчив Норвезьку військово-морську льотну школу («Marinens Flygeskole») в Гортені. У 1922 році  отримав посаду лейтенанта в Королівському флоті Норвегії.

## Спроба авіаперельоту
Оскар Омдал був учасником пробного трансарктичного перельоту в 1925 році. Руаль Амундсен вирішив здійснити пробний політ на літаку на Північний полюс від Шпіцбергена. Потім він планував організувати трансарктичний переліт. Фінансувати експедицію викликався син американського мільйонера Лінкольн Елсуорт. Згодом Елсуорт не тільки фінансував повітряні експедиції норвежця, але й сам брав у них участь. Придбали два гідроплани типу «Дорньє-Валь». Пілотами запросили відомих норвезьких льотчиків Рісера-Ларсена і Дітріхсона, механіками — Фойхта і  Оскара Омдала. У квітні 1925 року учасники експедиції, літаки і спорядження прибули пароплавом   на Шпіцберген. 

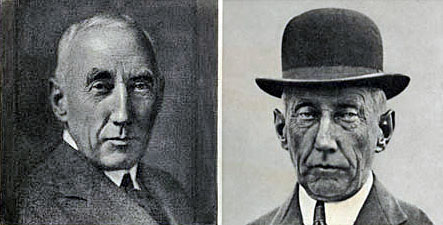
Амундсен до і після спроби авіаперельоту

21 травня 1925 року обидва літаки  взяли курс на Північний полюс. На одному літаку перебували Елсуорт, Дітріхсон і Оскар Омдал, на іншому — Амундсен, Рісер-Ларсен і Фойхт. Приблизно за 1000 кілометрів від Шпіцбергена мотор літака Амундсена став давати перебої. Довелося здійснити посадку. Сіли порівняно вдало, але злетіти вже не змогли. Відразу після аварії Амундсен ретельно підрахував усе, що в них було, і встановив жорсткий пайок. 15 червня, на 24-й день після аварії, підморозило, і вони вирішили злетіти. У разі вимушеної посадки на лід, навіть якби вони вціліли, їх чекала голодна смерть. 5 липня 1925 року відбулась зустріч у Норвегії.  Їх зустріли натовпи тріумфуючих людей.

## Зникнення
23 грудня 1927 року Омдал вилетів з Кертісс Поля на Нью-Йорк з Френсіс Вілсон Грейсон, штурман Брейс Голдсборо  та інженер Френк Келер у напрямі Гавань Грейс в Ньюфаундленд. Цей політ готувався до запланованого переходу Грейсона через Атлантичний океан, щоб встановити рекорд першої жінки, що перетнула його. Двомоторне повітряне судно «Світанок» зникло. Жодного сліду літака чи чотирьох авіаторів не знайдено.

## Пам'ять
- На честь льотчика Оскара Омдала його іменем названа вулиця в Ставангері та тераса Оскара Омдала в районі Хамресенден Крістіансанн.
- У 1928 році генерал-геодезист Онтаріо назвав низку озер на північному заході провінції іменами авіаторів, які загинули протягом 1927 року при спробах океанічних польотів.